# Aglasterhof
Aglasterhof ist ein Gemeindeteil des Marktes Lauterhofen im Landkreis Neumarkt in der Oberpfalz. Der Name leitet sich vom althochdeutschen aglastra (Elster) ab und bedeutet Elsternhof.

## Geografie
Die Einöde Aglasterhof befindet sich etwa zehn Kilometer nordnordwestlich von Lauterhofen auf einer Höhe von 565 m ü. NHN.

## Geschichte
Die Herrschaftsverhältnisse zwischen der Reichsstadt Nürnberg und dem Amt Pfaffenhofen um den Aglasterhof wurden erst 1714 endgültig geregelt, indem der Pfalz die hohe Obrigkeit zugesprochen wurde, während die Niedergerichtsbarkeit bei der Reichsstadt verblieb.
Durch die Verwaltungsreformen im Königreich Bayern zu Beginn des 19. Jahrhunderts wurde der Ort ein Bestandteil der Ruralgemeinde Traunfeld. Im Zuge der Gebietsreform in Bayern wurde Aglasterhof zusammen mit der Gemeinde Traunfeld 1978 in die Gemeinde Lauterhofen eingegliedert. Im Jahr 1987 zählte der Aglasterhof 2 Einwohner.

## Verkehr
Die Anbindung an das öffentliche Straßennetz wird durch eine Gemeindeverbindungsstraße hergestellt, die zu der etwa einen halben Kilometer westlich des Ortes vorbeiführenden Kreisstraße NM 9 führt.

## Sehenswürdigkeiten
Siehe: Baudenkmäler in Aglasterhof